# Saint-Loup (Jura)
Saint-Loup é uma comuna francesa na região administrativa de Borgonha-Franco-Condado, no departamento de Jura. Estende-se por uma área de 9,58 km². Em 2010 a comuna tinha 268 habitantes (densidade: 28 hab./km²).